# Fazlul Haque Mani
Scheich Fazlul Haque Moni (bengalisch শেখ ফজলুল হক মনি, geb. 4. Dezember 1939, Tungipara Upazila, Gopalganj District, Präsidentschaft Bengalen, Britisch-Indien; gest. 15. August 1975, Dhaka, Bangladesch) war ein Politiker in Bangladesch. Er war einer der Neffen von Bangabandhu Sheikh Mujibur Rahman, dem Gründungsvater von Bangladesch. Er war der Gründer der Mujib Bahini Bangladesh Liberation Force-BLF einer der großen Guerrilla-Einheiten im Bangladesch-Krieg, sowie der Gründer der Bangladesh Awami Jubo League, der Jugendorganisation der Awami-Liga.

## Leben

### Jugend und Familie
Mani wurde am 4. Dezember 1939 in Tungipara, Gopalganj District, geboren. Er war der Sohn von Scheich Nurul Haque und Scheicha Asia Begum. Sein Vater war der Enkel von Qudratullah Sheikh, dem Zamindar von Faridpur Mahakumar, und Nachfahre von Scheich Awwal Darwish, einem irakischen Araber, der als Prediger während der Mogulzeit vor Jahrhunderten aus Bagdad nach Chittagong gekommen war. Seine Mutter war die Schwester von Mujibur Rahman. Fazlul erhielt seine Bildung an der Nabakumar Institution (নবকুমার ইন্সটিটিউশন) in Dhaka. Später studierte er am Jagannath College (Jagannath University, JnU, জগন্নাথ বিশ্ববিদ্যালয় Jagannātha biśbabidyālaẏa, HSC, 1958) und am Govt. Brojomohun College (সরকারি ব্রজমোহন কলেজ, বরিশাল, BA, 1960).

### Karriere
Mani war der Gründungsvorsitzende der Jubo-Liga (Bangladesh Awami Jubo League বাংলাদেশ আওয়ামী যুবলীগ). Später fungierte er von 1960 bis 1964 als Generalsekretär der damaligen Ostpakistanischen Chhatra-Liga (East Pakistan Chhatra League). Sein Anstoß für die historische Studentenbewegung gegen das Militärregime des autokratischen Präsidenten Ayub Khan hatte eine immense Wirkung und er spielte eine entscheidende Rolle während der Sechs-Punkte-Bewegung (six-point movement) im Jahr 1966. Er war Studentenführer und Generalsekretär der Bangladesh Chhatra League (Student League). In der ersten Woche des April 1971 flüchtete er zusammen mit drei weiteren Anführern der Awami League nach Kolkata: Tofael Ahmed, Abdur Razzak und Shirazul Alam Khan. Sie organisierten die Mukti Bahini in Indien um Bangladesch zu befreien. Mani und P. N. Banerji, damals gemeinsam Direktoren des Research and Analysis Wing (Ost), gründeten die Mujib Bahini als Gegengewicht zu ehemaligen ostpakistanischen Armeeoffizieren in der Mukti Bahini. Mitglieder der Mujib Bahini gründeten später die Jatiya Rakkhi Bahini. Er nahm 1971 ohne jegliche militärische Ausbildung als Kommandeur der Bangladesh Liberation Front am Befreiungskrieg teil. Dabei unterstützte er zunächst die Bildung eines Revolutionsrates anstelle einer Übergangsregierung, was gegen den Willen von Tajuddin Ahmed war. Dies musste er schließlich aufgeben und die Übergangsregierung wurde gebildet. Er gehörte zum inneren Kreis von Präsident Mujibur und galt als loyal gegenüber Mujibur. Dies war der Grund für seine Ermordung. Mani verfasste auch mehrere Romane, von denen später einer als Obanchita verfilmt wurde.
Mani war Gründer der Tageszeitung Dainik Banglar Bani.

## Tod
Mani wurde zusammen mit seiner Frau Arzu Moni im Zuge der Ermordung von Mujibur Rahman in einem Militärputsch am 15.  August 1975 ermordet. Er hatte seinen Wohnsitz zwei Kilometer entfernt von Mujibur in Dhanmondi. Mahfuz Anam, der Redakteur und Herausgeber des The Daily Star, dessen Haus auf der gegenüberliegenden Seite des Sees vor Manis Haus steht, wurde Zeuge des Attentats. Seine zwei Söhne – Fazle Noor Taposh (heute Bürgermeister der Dhaka South City Corporation), und Sheich Fazle Shams Parash, ein Akademiker – überlebten die Attacke, indem sie sich unter einem Bett versteckten. Seine Frau, die wahrscheinlich schwanger war, wurde ebenfalls ermordet.
Taposh war damals drei Jahre und acht Monate alt, während Parash etwa fünf Jahre alt war. Taposh wurde in den Wahlen 2008 für den Wahlkreis Dhaka-12 in die Jatiya Sangsad (National Parliament) gewählt. Er wurde 2020 zum Bürgermeister (Mayor) der Dhaka South City Corporation (DSCC) gewählt. Parash ist derzeit der Vorsitzende der Jubo League.

## Vermächtnis
Das Shahid Sheikh Moni Memorial International Chess Tournament 2015 in Dhaka wurde zu seinen Ehren benannt. Ein Auditorium in Gopalganj wurde ebenfalls nach ihm benannt.

### Kritik
Mani erhielt lukrative Positionen in der von Mujibur Rahman gebildeten Regierung. Als der private Handel mit Indien aufgrund der langsamen Inflation verboten wurde, beteiligte sich Mani mit Mujibs Segen aktiv daran. Dies wurde als Versuch Mujiburs angesehen, eine Dynastie zu gründen.